# South Padre Island

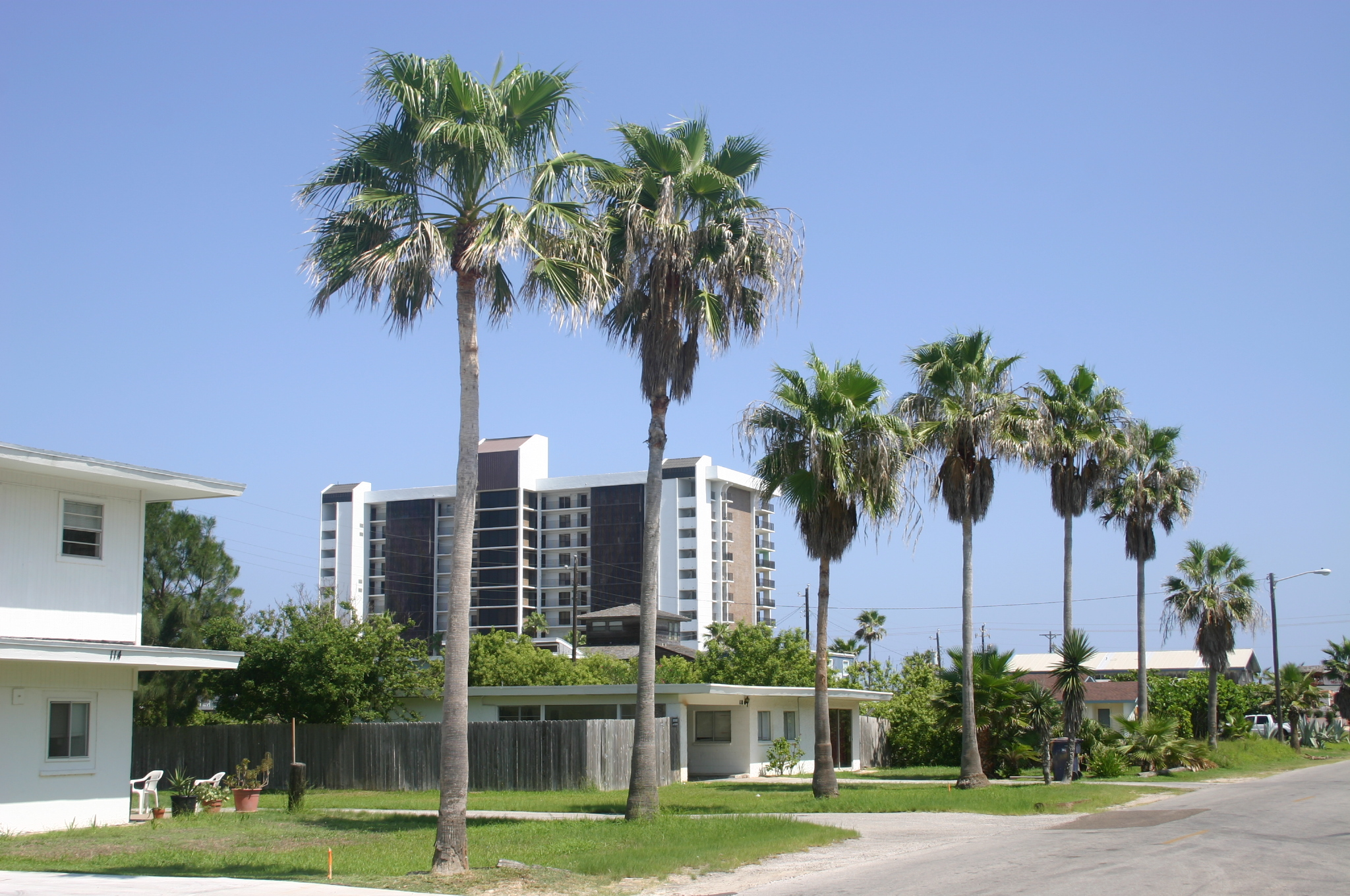
Casas e condomínios residenciais em South Padre Island.

South Padre Island é uma cidade  localizada no estado norte-americano de Texas, no Condado de Cameron. É uma localidade turística localizada na Ilha Padre, no extremo sul do Texas.
O lugar foi inicialmente colonizado em princípios do século XIX pelo sacerdote católico Nicolás Ballí, proprietário original da Ilha Padre.
Em 1967 o furacão Beulah causou avultados danos na cidade, mas a reconstrução veio converter o sítio em popular destino turístico.

## Demografia
Segundo o censo norte-americano de 2010, a sua população era de 2816 habitantes.

## Geografia
De acordo com o United States Census Bureau tem uma área de
4,9 km², dos quais 4,7 km² cobertos por terra e 0,2 km² cobertos por água.

## Localidades na vizinhança
O diagrama seguinte representa as localidades num raio de 28 km ao redor de South Padre Island.